# 雨降る波止場
「雨降る波止場」（あめふるはとば)は、日本の演歌歌手、三門忠司のシングルである。2010年6月20日発売。発売元はテイチクエンタテインメント。

## 収録曲
1. 雨降る波止場(4:47)
作詞：仁井谷俊也／作曲：中村典正／編曲：前田俊明
2. 雨の居酒屋(4:44)
作詞：仁井谷俊也／作曲：中村典正／編曲：前田俊明
3. 雨降る波止場（オリジナル・カラオケ）(4:47)
4. 雨降る波止場（メロ入りカラオケ）(4:47)
5. 雨の居酒屋（オリジナル・カラオケ）(4:42)